# Máy lu

Máy lu chân cừu

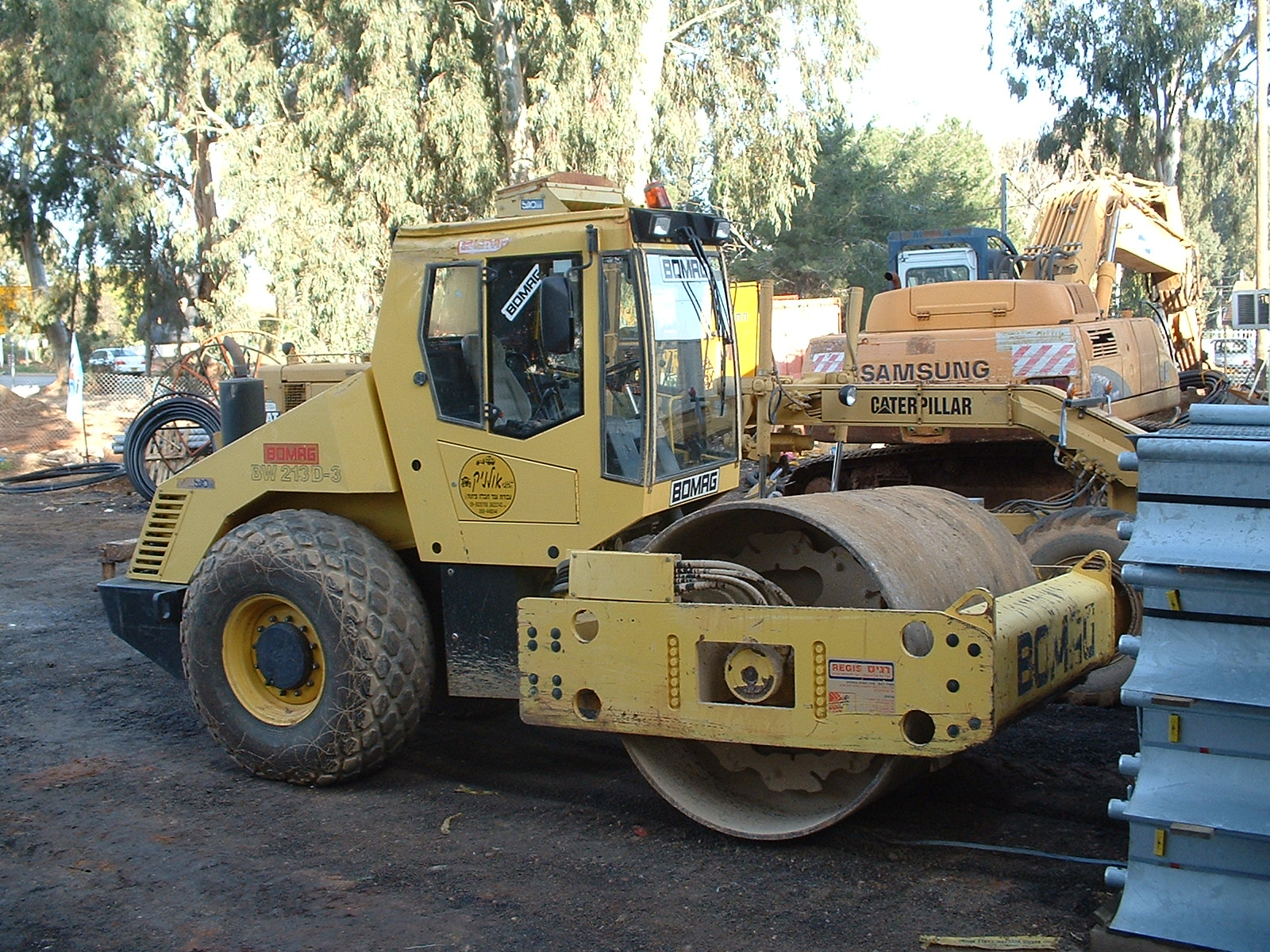
Máy lu rung bánh cứng

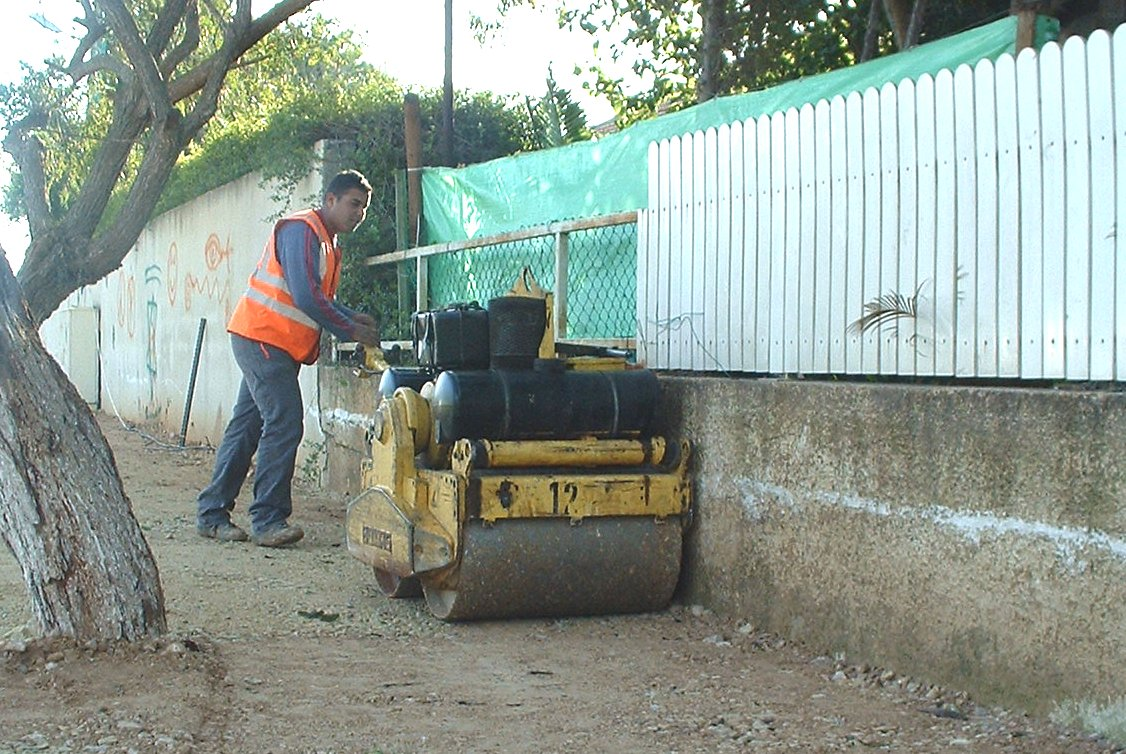
Máy lu cóc

Máy lu hay còn gọi là xe lu, xe hủ lô, lu, xe ủi lô là một máy được sử dụng để đầm nén đất, cấp phối và vật liệu làm đường, trong công việc làm sân, đường, sân bay, đê điều. Nó phục vụ thi công các công trình xây dựng trong công nghiệp, giao thông, thủy lợi, nông nghiệp và các công trình phát triển cơ sở hạ tầng khác có nhu cầu đầm nén.
Các máy lu thường có một hoặc hai ống trụ và có khối lượng lớn, để các ống trụ nén với lực lớn, nhờ vào lực hấp dẫn của Trái Đất, lên bề mặt đất đá hay vật liệu; khiến các mảnh vật liệu được tách nhỏ, phân phối đều, nén chặt, phẳng mịn. Một số máy có ống trụ rung để tác động rải vật liệu hiệu quả.

## Từ nguyên
"Lu" hay "hủ lô" đều có gốc từ tiếng Pháp là rouleau-compresseur, do người Pháp lần đầu mang loại xe này vào Việt Nam. Tên gọi xe lu phổ biến ở miền Bắc Việt Nam, còn xe hủ lô phổ biến trong miền Nam trong một giai đoạn.

## Lịch sử
Những xe lu đầu tiên được kéo bằng ngựa, và có thể chỉ là mượn dụng cụ nông trại (xem con lăn (dụng cụ nông nghiệp)).
Kể từ khi hiệu quả của một xe lu phụ thuộc vào một mức độ lớn về trọng lượng của no, những xe lu tự lái xe thay thế xe ngựa kéo từ giữa thế kỷ 19. Những chiếc xe đầu tiên đó là máy lu chạy bằng hơi nước. Xe lu một xi lanh được sử dụng để đầm nền và chạy với động cơ lớn và hộp số thấp để thúc đẩy tung lên và rung động từ trục khuỷu đến các cuộn trong nhiều cách giống như một xe lu rung. Loại xe lu với xi lanh đôi hoặc loại kết hợp trở nên phổ biến từ khoảng năm 1910 trở đi và được sử dụng chủ yếu để cán các bề mặt nóng đặt do động cơ chạy mượt mà, nhưng cả hai loại xi lanh có khả năng lăn bề mặt hoàn thiện. Xe lu chạy bằng hơi nước thường được dành cho một nhiệm vụ nhất định bởi hộp số vì những động cơ chậm hơn đã được sử dụng để đầm chặt cơ sở, trong khi các mô hình bánh răng cao hơn thường được gọi là "máy khoan mỏng". Một số công ty đường bộ ở Hoa Kỳ sử dụng xe lu chạy bằng hơi nước những năm 1950 và ở Anh, một số vẫn còn sử dụng thương mại cho đến đầu những năm 1970.
Khi công nghệ động cơ đốt trong được cải thiện trong thế kỷ 20, dầu lửa, xăng dầu (xăng dầu) và động cơ chạy bằng dầu diesel dần dần được thay thế cho các máy chạy bằng hơi nước. Những xe lu chạy bằng động cơ đốt trong đầu tiên rất giống với những xe lu hơi nước mà chúng thay thế. Chúng sử dụng các cơ chế cơ khí tương tự để truyền công suất từ động cơ sang bánh xe, điển hình là bánh răng lớn. Một số người dùng không thích chúng khi chúng mới ra đời, vì các động cơ của thời kỳ này rất khó khởi động, đặc biệt là những chiếc máy chạy bằng dầu hỏa.
Hầu như tất cả các xe lu trong sử dụng thương mại đều sử dụng điện diesel.

## Phân loại
- Máy lu bánh cứng
- Máy lu chân cừu
- Máy lu bánh lốp
- Lu rung
- Lu tĩnh

Ngoài ra, theo kích thước, còn có:
- Máy lu cóc

## Phim ảnh
Xe lu Roley màu xanh lá trong phim truyền hình hoạt hình Bob the Builder (1999-2011)